# Daria (serie animata)
Daria è una sitcom animata statunitense creata da Glenn Eichler e Susie Lewis Lynn e trasmessa tra il 1997 e il 2002.
Originariamente nata come spin-off della serie animata Beavis and Butt-head, il personaggio di Daria appariva come personaggio secondario con aspetto diverso.
La serie è stata trasmessa per la prima volta negli Stati Uniti su MTV dal 3 marzo 1997 al 21 gennaio 2002, per un totale di 65 episodi ripartiti su cinque stagioni. In Italia la serie è stata trasmessa su MTV dal 7 aprile 1998. Dalla serie sono stati tratti due film per la televisione intitolati È già autunno? ed È già ora di andare al college?, trasmessi rispettivamente il 27 agosto 2000 e il 21 gennaio 2002. In Italia sono stati trasmessi rispettivamente nel 2000 e il 10 ottobre 2002.
Nel giugno 2019, MTV ha annunciato la serie animata spin-off Jodie (originariamente intitolata Daria & Jodie), con l'attrice Tracee Ellis Ross che ha fornito la voce al personaggio titolare oltre ad aver lavorato come produttrice esecutiva. Jodie è la prima serie realizzata dei diversi spin-off progettati dalla rete. Nel giugno 2020, Comedy Central ha annunciato di aver ripreso la serie insieme a Beavis and Butt-head.

## Trama
Nel primo episodio la famiglia Morgerdorffer si trasferisce dalla città di Beavis and Butt-head (Highland) a Lawndale. Daria e sua sorella Quinn iniziano a frequentare il liceo locale, e, mentre per Quinn è facile fare subito amicizia, Daria, a causa del suo carattere cinico e anticonformista, si lega solo a quella che diventerà la sua migliore amica, Jane Lane, spirito artistico e affine al suo.
Nel corso della serie, molti dei personaggi cresceranno, liberandosi parzialmente dei lati peggiori dei loro caratteri. La serie si conclude dopo cinque anni con due film, mandati in onda nel 2000 e 2002: È già autunno? ed È già ora di andare al college?. Rispettivamente collocati una alla fine della quarta stagione e l'altra che funge da finale di serie.

## Episodi
| Stagione         | Episodi | Prima TV USA | Prima TV Italia |
| ---------------- | ------- | ------------ | --------------- |
| Prima stagione   | 13      | 1997         | 1998            |
| Seconda stagione | 13      | 1998         | 1999            |
| Terza stagione   | 13      | 1999         | 1999            |
| Quarta stagione  | 13      | 2000         | 2000            |
| Quinta stagione  | 13      | 2001         | 2001            |
| Speciali         | 2       | 2000-2002    | 2000-2002       |

## Personaggi e doppiatori
- Daria (stagioni 1-5), voce originale di Tracy Grandstaff, italiana di Marina Massironi (st. 1-4, 1° film) e Sonia Mazza (st. 5, 2° film)

La protagonista della serie, sedicenne altamente intelligente, molto più matura della sua età e con un amore viscerale per l'onestà. Al contempo, però, è anche cinica, sarcastica verso tutto e verso tutti e decisamente misantropa. Nel corso della serie verremo a conoscenza dei motivi che l'hanno portata a maturare una visione così pessimistica della vita e Daria stessa inizierà a cambiare, mitigando certi suoi atteggiamenti e modi di pensare.
- Jane Lane (stagioni 1-5), voce originale di Wendy Hoopes, italiana di Marina Thovez.

La migliore amica di Daria, un'artista che odia le convenzioni e si getta a capofitto nelle nuove situazioni, anche sentimentali.
- Quinn (stagioni 1-5), voce originale di Wendy Hoopes, italiana di Emanuela Pacotto.

La sorella minore di Daria, è vicepresidentessa del Club della moda e si interessa quasi esclusivamente al suo aspetto, ai vestiti da indossare ed ai ragazzi da cui farsi corteggiare. Poiché si vergogna della sorella afferma sempre che Daria è sua "cugina o giù di lì", oppure "cugina di terzo grado", oppure la "ragazza straniera che vive in casa loro". Inizialmente fatua e preda delle mode, maturerà nel corso della serie e migliorerà anche il suo rapporto, altamente conflittuale, con la sorella.
- Helen Morgendorffer (stagioni 1-5), voce originale di Wendy Hoopes, italiana di Dania Cericola.

La madre di Daria. È una donna in carriera costantemente a corto di tempo e attaccata al telefono. Ciò però non le impedisce di aiutare e consigliare le figlie. Spinge costantemente perché Daria esca dal suo isolamento.
- Jake Morgendorffer (stagioni 1-5), voce originale di Julián Rebolledo, italiana di Stefano Albertini

Il padre di Daria. Profondamente segnato da una giovinezza infelice e da un padre indifferente, teme di ripetere gli stessi errori con le sue figlie. È incline agli attacchi d'ira ma in fondo di cuore tenero e di animo allegro. Fa il lavoratore free-lance ed è spesso a casa, quindi si diletta in insoliti esperimenti culinari. L'uomo patisce la disparità professionale con sua moglie.

## Questo triste mondo malato
Una gag ricorrente nella serie è l'annuncio anticipativo della rubrica televisiva immaginaria Questo triste mondo malato (in inglese Sick, Sad World). Il programma è una parodia feroce dei moderni show sensazionalisti della televisione generalista moderna, che ha rinunciato al suo scopo informativo originale. Ogni annuncio si conclude puntualmente con la frase "...tra poco a Questo triste mondo malato" (in inglese "...coming up, on Sick, Sad World..." o "...next, on Sick, Sad World").
Il logo macabro del programma è un occhio circondato da cerchi concentrici con il titolo scritto con le lettere sanguinanti.